# 64 Piscium
64 Piscium (64 Psc / HD 4676 / HR 225) és un sistema estel·lar de magnitud aparent +5,07 situat a la constel·lació dels Peixos. S'hi troba a 78 anys llum del sistema solar.
64 Piscium és una binària espectroscòpica les components de la qual són dues nanes grogues de tipus espectral F8V. Molt semblants però no iguals, la més lluminosa —2,13 vegades més que el Sol— té una temperatura efectiva de 6.250 ± 150 K. El seu radi és un 25% més gran que el radi solar i una massa d'1,22 masses solars. L'estel acompanyant és lleugerament més fred, sent la seva temperatura superficial de 6.200 ± 200 K. Amb el 87% de la lluminositat de la component principal, el seu radi és un 18% més gran que el del Sol. Té una massa de 1,17 masses solars. El sistema recorda a UX Mensae, amb l'excepció que no arriba a ser una binària eclipsant atès que el període orbital és més llarg, de 13,82 dies. L'òrbita és considerablement excèntrica (ε = 0,24). La metal·licitat d'aquesta binària és una mica inferior a la del Sol ([Fe/H] = -0,06) i la seva edat s'estima en 3.000 milions d'anys.
Pot existir un tercer estel completant el sistema 64 Piscium. Seria un estel de baixa massa que empraria més de 3.600 anys a fer una volta completa al voltant de la binària espectroscòpica.